# Hawkeye Meets His Match
Hawkeye Meets His Match è un cortometraggio muto del 1913 diretto e interpretato da Hay Plumb.

## Trama
Un truffatore, fingendosi un intellettuale, ruba un'intera collezione.

## Produzione
Il film fu prodotto dalla Hepworth.

## Distribuzione
Distribuito dalla Hepworth, il film - un cortometraggio di 198 metri - uscì nelle sale cinematografiche britanniche nell'ottobre 1913. Negli Stati Uniti, fu distribuito dalla Blinkhorn Photoplays nel gennaio 1914.
Il film fu distrutto nel 1924 dallo stesso produttore, Cecil M. Hepworth. Fallito, in gravissime difficoltà finanziarie, Hepworth pensò in questo modo di poter almeno recuperare il nitrato d'argento della pellicola.